# حركة مكافحة التبغ في ألمانيا النازية

إعلان ألماني ضد تدخين التبغ معنون بـ"المدخن المكبل" و مكتوب فيه "إنه لا يشفطها بل هي التي تشفطه"

قاد النازيون أول حركة لمكافحة التدخين في الأماكن العامة في التاريخ الحديث  بعد أن أصبح الأطباء الألمان أول من اكتشف العلاقة بين التدخين وسرطان الرئة  ، وكانت حركات مكافحة التبغ قد ظهرت وترعرعت في دول عديدة منذ بداية القرن العشرين إلا أنها كانت ضعيفة إلا في ألمانيا النازية التي أصبحت حملتها الأقوى في العالم أثناء ثلاثينيات وأربعينيات القرن العشرين  ، وقد أدانت القيادة الاشتراكية الوطنية التدخين واستهلاكه  ، وازدهرت وازدادت أهمية الأبحاث الألمانية عن التدخين وآثاره على الصحة  ، ومن بين العوامل التي دفعت النازيين إلى هذه الحملة كره أدولف هتلر للتبغ  ، والأهم من ذلك سياسة الإنجاب في ذلك الوقت.
شملت حملة مكافحة التدخين حظر التدخين في الترامات والحافلات وقطارات المدينة، وقد أطلقت الحكومة حملة توعوية تثقيفية صحية عن التدخين، وحدّت من حصص الجنود من السجائر في القوات المسلحة الموحدة بالإضافة إلى رفع الضريبة الجمركية على التبغ، كما فرض الاشتراكيون الوطنيون قيودًا على دعايات التبغ، ومن الأماكن التي مُنع التدخين فيها المطاعم والمقاهي، لم يكن لهذه الحملة أثر كبير في بداية حكمهم بل زادت نسبة تدخين التبغ بين عام 1933م و 1939م  ، لكن معدل المدخنين في الجيش قد انخفض بين عام 1939م و 1945م، وبعد الحرب لم تحقق أية حركة ألمانية أخرى ما حققته حركة مكافحة التبغ والتدخين من نجاح أثناء الحكم النازي لألمانيا  ، وتستغل شركات التبغ الآن تلك العلاقة السيئة بين النازيين والتبغ للحد من أية نشاطات تضيق على صناعتها ولمنع أية تسهيلات لقرارات فاعلة مضادة لها.

## استهلال
بدأ التعاطف مع مكافحة التبغ في ألمانيا منذ بداية القرن العشرين، ونظم معارضو التدخين أول منظمة معارضة للتبغ في ألمانيا في عام 1904 م وأسموها «رابطة معارضو التبغ الألمانية لحماية الغير مدخنين» (بـ'الألمانية: Tabakgegnerverein zum Schutze der Nichtraucher)، ولم تدم طويلا، أما المنظمة الثانية فأنشئت عام 1910 م في مدينة ترتنوف بمنطقة بوهيميا واسمها «الاتحاد الألماني لمعارضي التبغ» (بـالألمانية:Bund Deutscher Tabakgegner)، وأُسست منظمات أخرى في هانوفر ودريسدن في 1912 م، وفي 1920 م تم تأسيس الاتحاد الألماني لمعارضي التبغ في تشيكوسلوفاكيا (بـالألمانية: a Bund Deutscher Tabakgegner in der Tschechoslowakei) في براغ بعد انفصال تشيكوسلوفاكيا عن النمسا بعد الحرب العالمية الأولى، وتأسس الاتحاد الألماني لمعارضي التبغ في النمسا الألمانية بغراتس في 1920 م.
نتج عن هذه المنظمات طباعة مجلات تدعو للإقلاع عن التدخين، وأول مجلة ألمانية متخصصة في هذا الشأن هي مجلة معارضة التبغ (بـالألمانية: Der Tabakgegner) واستمرت من 1912 م إلى 1932 م، ومجلة معارضة التبغ الألمانية (بـالألمانية : Deutscher Tabakgegner) وهي الثانية، وكانت هذه المنظمات تعارض الكحول والخمر كذلك.

## الأسباب

### موقف هتلر من التدخين

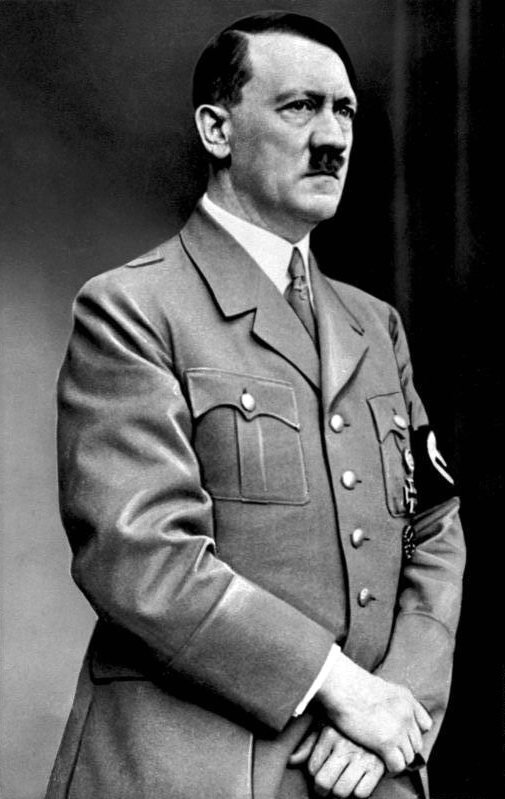
شجع هتلر زملائه المقربون على الإقلاع عن التدخين

كان هتلر مدخنًا شرهًا في شبابه وكان يدخن من 25 إلى 40 سيجارة يوميا لكنه أقلع عن هذه العادة السيئة بعد أن توصل إلى أنها مضيعة للمال  ، ثم بدأ ينظر له نظرة «استقذار»  وأنه «انتقام الهنود الحمر الغاضبين على الأوربيين البيض لجلبهم الليكير»  متحسرا على كون «الكثير من الرجال الممتازين ضاعوا بسبب سم التبغ»  ، ولم يكن راضيا عن تدخين زوجته إيفا براون ومارتن بورمان أحد المسؤلين عنده، بالإضافة لقلقه على تدخين هيرمان غورينغ المستمر في الأماكن العامة، وكان يغضب عندما يوضع تمثال لهيرمان وهو يدخن  ، ومع أن هتلر يُعتبر أول من شجع عدم التدخين إلا أن البعض يرى بأن جيمس الأول ملك إنجلترا قد سبقه لهذا قبل 300 سنة.
رفض هتلر حرية أفراد الجيش في التدخين، وقال في أثناء الحرب العالمية الثانية: «إنه (التدخين)غلط أعزوه لقادة الجيش الألماني في بداية الحرب» كما قال: «إنه ليس صحيح أن يقال أن الجندي لا يستطيع العيش بدون التدخين»، وقد وعد أن يمنع التدخين في الجيش بعد انتهاء الحرب، وعلاوة على ذلك شجع هتلر أصدقائه على الإقلاع عن التدخين وكافئ من استجاب له، وعلى أية حال فإن نفور هتلر من التبغ والتدخين ليس إلا عاملًا واحدا في حملة مكافحة التدخين تلك.

### سياسات الحمل والإنجاب
كانت سياسات الحمل والإنجاب عاملًا مهما في إطلاق حملة مكافحة التدخين، كانت النساء الائي يدخن عرضة للشيخوخة المبكرة وفقدان الجمال الجسدي فقد كان ينظر إليهن غير لائقات ليكن زوجات وأمهات في العائلة الألمانية، وقد قال فيرنر هاتنق من القسم السياسي العرقي/العنصري أن حليب الأمهات المدخنات يحتوي على النيكوتين ، وهو ما أثبتته الأبحاث المعاصرة  ، ومما أقلق الحزب النازي على نسبة الإنجاب عدة أبحاث، منها ما أثبته الفيزيائي البارز مارتن ستيملر من أن تدخين المرأة يسبب الـإملاص والإجهاض، وهو رأي أيدته أخصائية صحة التطهير العنصري الألمانية أقنيس بلوم في كتابها المنشور في عام 1936 م، وفي مقال بمجلة ألمانية لطب النساء والولادة منشور في 1936 م ورد فيه أن المرأة التي تدخن سيجارتين أو ثلاثة يوميا لديها نسبة أعلى بأن تبقى بلا أطفال مقارنة بغيرها.

## الأبحاث
في الوقت الذي حكم فيه الحزب النازي أصبحت الأبحاث والدراسات عن أثار التبغ على صحة السكان أكثر تقدما في ألمانيا من أي بلد آخر، فأول من أثبت العلاقة بين التبغ وسرطان الرئة الألمان  على عكس ما هو شائع بأن العلماء البريطانيين والأميركيين هم أول من اكتشفها في خمسينيات القرن العشرين  ، وأول من أطلق عبارة التدخين السلبي هم الألمان كذلك  ، أظهرت المشاريع البحثية الممولة من قبل النازيين العديد من اللآثار الكارثية للتدخين على الصحة  ، ودعموا أبحاث علماء الوبائيات على التأثيرات السيئة لتدخين التبغ  ، وأعطى هتلر شخصيا الدعم المالي لـمؤسسة أبحاث أخطار التبغ البارزة (بالألمانية: Wissenschaftliches Institut zur Erforschung der Tabakgefahren)والمؤسَسَة في عام 1914 م بـجامعة يينا.

نشر فرانز مولر تقريرا في إحدى المجلات الألمانية كتب فيه نسبة تعرض المدخنين للإصابة بسرطان الرئة في عام 1939 م مستخدما نهج دراسة الحالات والشواهد في علم الوبائيات، وبعيدا عن حدوث الإصابة بسرطان الرئة وأسباب الأصابة كالغبار ودخان عوادم السيارات ومرض السل والإشعاعات والتلوث المنبعث من المصانع أشارت دراسته بأن تدخين التبغ بدأ يبرز أكثر وأكثر من بين الأسباب الأخرى.
كان الفيزيائيون في ألمانيا النازية واعين لدور التدخين في الإصابة بمرض القلب والأوعوية الدموية الذي يعتبر المرض الأشد خطورة الناتج عن التدخين، كما يعتبر النيكوتين مسؤلا عن ارتفاع الإصابات بمرض احتشاء عضلة القلب، وفي السنوات التالية من الحرب العالمية الثانية اعتبر الباحثون النيكوتين عاملا يقف خلف داء شريان القلب التاجي (الإكليكي) الذي عانى منه الكثير من أفراد الجيش الألماني في الجبهة الشرقية، واختبر إخصائي علم أمراض في الجيش الألماني (1935–1945) جثث اثنين وثلاثين جنديا شابا ممن ماتوا على الجبهة بسبب مرض احتشاء عضلة القلب ودون تقريرا في 1944 م أنهم كانوا كلهم «مدخنين شرهيين»، واستشهد برأي إخصائي علم الأمراض فرانز بوتشنير القائل بأن السجائر «سم من الدرجة الأولى للشريان التاجي».

## القوانين
استخدم النازيون عدة تكتيكات في العلاقات العامة لإقناع سكان ألمانيا بعدم التدخين، فنشرت مجلات متخصصة بالصحة مشهورة مثل Gesundes Volk (الناس الصحيون) ومثل Volksgesundheit (صحة الناس) و Gesundes Leben (حياة صحية) تحذيراتِ عن عواقب التدخين، ونشرت إعلانات تبين تأثيرات التبغ المؤذية، وعادة ما أرسلت رسائل مكافحة التدخين للناس في أماكن عملهم بالاستعانة بشبيبة هتلر وجمعية فتيات هتلر.
لقد سُنَت بنود تشريعية عديدة بعد أن ثبتت الأخطار الصحية الناتجة عن التدخين ، ففي ثلاثينيات القرن العشرين شهدت ألمانيا تطبيق الكثير من القوانين لمكافحة التدخين، وبحلول 1938م تم منع التدخين في سلاح الجو الألماني والبريد بالإضافة لمؤسسات الرعاية الصحية ومكاتب عامة عدة إلى أن حظر الحزب النازي التدخين في كل مبانيه في 1939م، وشاركت عدة جهات حكومية في الجهود منها مكتب تم تأسسيه في نفس العام لمكافحة أضرار التدخين والكحول.
و من الوسائل التي استخدمها الحزب النازي في مكافحة التدخين الأفلام وحضر إعلانات منتجات التبغ نهائيا والتي تظهر التدخين على أنه سمة رجولية أو السخرية من مكافحة التبغ  مع تركيز على مكافحة التدخين بين النساء.